# Armaty Urbana
Armata Urbana – olbrzymie działo uważane za najpotężniejszą armatę  XV wieku. 
Odlewane z brązu z lufą o długości 8 metrów, wyrzucało pociski o wadze 12 cetnarów (ponad 600 kg). Wystrzeliwując ich 7 dziennie, było w stanie rozbijać fragmenty murów Konstantynopola (gdzie użyto go po raz pierwszy). Ze względu na ciężar działa do jego transportu używano kilkudziesięciu par wołów. Nazywano je „potworem Urbana“ od imienia jego wynalazcy, węgierskiego ludwisarza, który wobec braku zainteresowania i odmowy wsparcia finansowego ze strony władców chrześcijańskich, związał się z wrogimi dla własnego kraju osmańskimi Turkami, którym w ten sposób umożliwił zdobycie Konstantynopola.
Postaci tej i towarzyszącym jej wydarzeniom poświęcona jest powieść historyczna Zofii Kossak Puszkarz Orbano (1936).